# Vangough
Vangough ist eine US-amerikanische Progressive-Metal- und Rock Band aus Oklahoma City, Oklahoma, die im Jahr 2007 gegründet wurde.

## Geschichte
Die Band wurde im Jahr 2007 von Gitarrist und Sänger Clay Withrow gegründet. In den folgenden Jahren wurden die ersten beiden Alben veröffentlicht. Währenddessen änderte sich die Besetzung um Withrow herum mehrfach. Im Jahr 2011 erschien das dritte Album Kingdom of Ruin. Die Band bestand nun neben Withrow aus Schlagzeuger Brandon Lopez, Keyboarder Corey Mast und Bassist Jeren Martin.

## Stil
Die Band spielt progressiven Rock und Metal und wird als eine Mischung aus späten Werken von Rush und Evergrey beschrieben.

## Diskografie
- Manikin Parade (Album, 2009, Eigenveröffentlichung)
- Game On! (Album, 2010, Dissonance Rising Records)
- Kingdom of Ruin (Album, 2011, Nightmare Records)
- Acoustic Scars (EP, 2012, Eigenveröffentlichung)
- Between the Madness (Album, 2013, Eigenveröffentlichung)
- Living Madness (Live-Album, 2015, Eigenveröffentlichung)
- Warpaint (Album, 2017, Eigenveröffentlichung)